# Präsidium des 6. Deutschen Bundestages

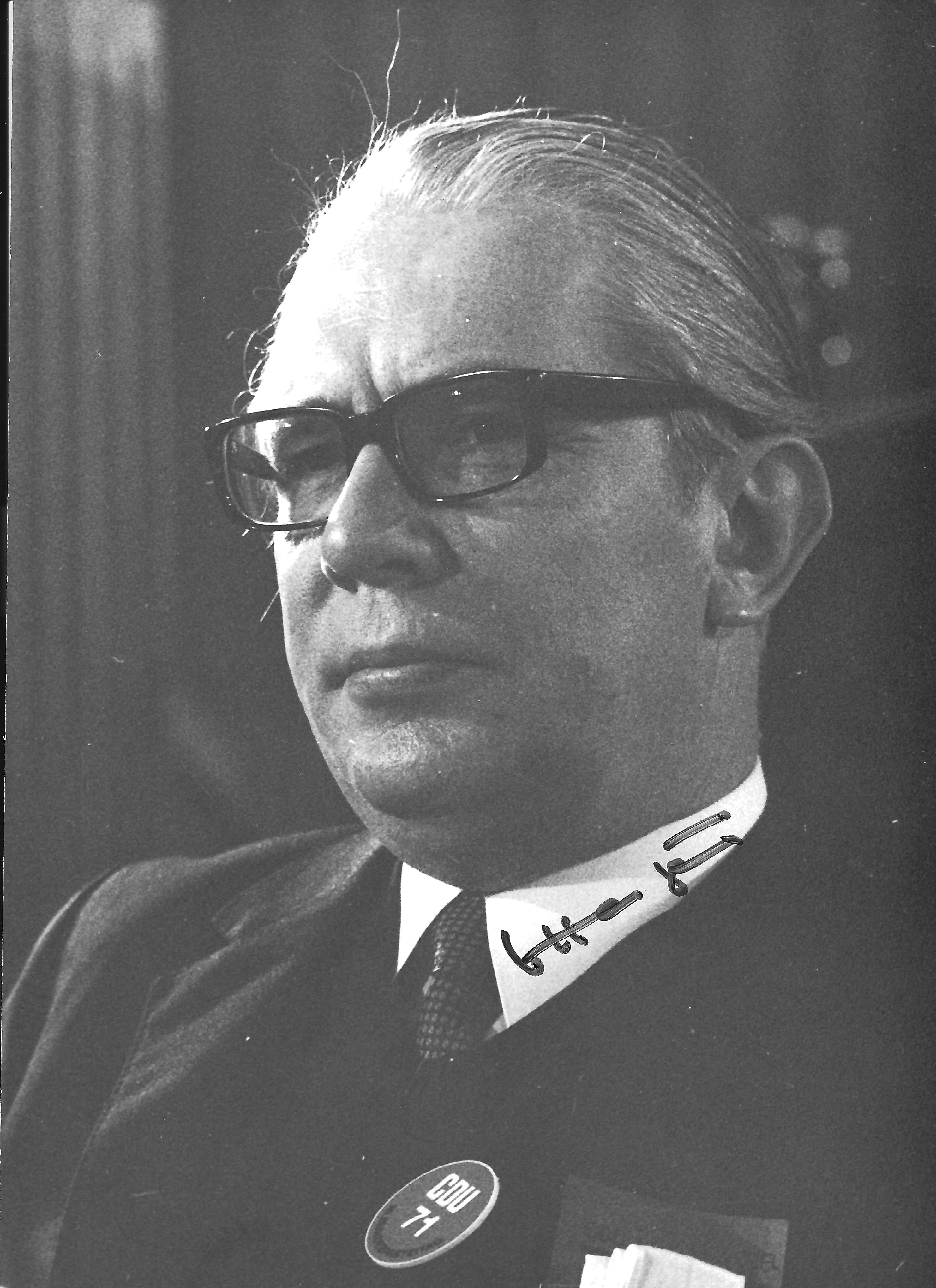
Bundestagspräsident Kai-Uwe von Hassel

Das Präsidium des 6. Deutschen Bundestages bestand aus dem Bundestagspräsidenten Kai-Uwe von Hassel (CDU) sowie den vier Vizepräsidenten Carlo Schmid, Hermann Schmitt-Vockenhausen (beide SPD), Richard Jaeger (CSU) und Liselotte Funcke (FDP).

## Wahl des Präsidenten des Bundestages
Die Wahl des Bundestagspräsidenten fand in der konstituierenden Sitzung des am 28. September 1969 neu gewählten Bundestags am 20. Oktober 1969 statt. Den Wahlvorgang leitete der Alterspräsident William Borm (FDP). Der vom CDU-Fraktionsvorsitzenden Rainer Barzel vorgeschlagene von Hassel erhielt 411 der 517 abgegebenen Stimmen, was 79,50 % entsprach. Dies war ein deutlich besseres Ergebnis als bei seiner ersten Wahl im Februar 1969.

## Wahl der Vizepräsidenten
Die Wahl der Vizepräsidenten fand am 28. Oktober 1969 statt. Es waren die bisherigen Amtsinhaber Carlo Schmid (SPD) und Richard Jaeger (CSU) sowie Hermann Schmitt-Vockenhausen (SPD) und Liselotte Funcke (FDP) vorgeschlagen worden. Die Vorgeschlagenen wurden in einem zusammengefassten Wahlgang mit großer Mehrheit gewählt.